# Смоляне
Смоля́не (болг. смоляни) — средневековое южнославянское племя, поселившееся в VII веке в Родопах и долине реки Места. В 837 году племя восстало против византийского верховенства, заключив союз с болгарским ханом Пресианом. Позже смоляне стали одной из составных частей болгарского народа. Город Смолян на юге Болгарии назван по этому племени.

## Этноним
О. Н. Трубачёв связывал смолян на Балканах (главный город — Смолян в юго-западной Болгарии) с ветвью восточнославянских кривичей: смоленами или смолянами (главный город — Смоленск, он же — Смольск, находящийся на Верхнем Днепре).

## Область расселения
Область расселения смолян называлась «Великая».